# 1606 год в науке
В 1606 году произошли различные научные и технологические события, некоторые из которых представлены ниже.

## События
- 26 февраля голландский мореплаватель Виллем Янсзон первым из европейцев достиг берегов Австралии и назвал её «Новой Голландией» (Nieuw Nederland)[1].
- Октябрь —  испанский мореплаватель Луис Ваэс де Торрес открыл пролив, названный его именем.

## Публикации
- Посмертно издан трактат «Steganographia» Иоганна Тритемия, одного из основоположников криптографии (написан около 1500 года). Трактат этот не только посвящён методам криптографии, но и сам зашифрован оригинальным способом — шифрованное общение представлено в нём как применение магии для вызова духов. По этой причине церковь в 1609 году занесла трактат в «Индекс запрещённых книг»[2].
- Итальянский математик и астроном Джованни Антонио Маджини опубликовал очень точные тригонометрические таблицы.
- Иоганн Кеплер в трактате «De Stella nova in pede serpentarii» рассказал о своих наблюдениях сверхновой SN 1604.

## Родились
См. также: Категория:Родившиеся в 1606 году
- 4 января — Эдмунд Кастелл, английский востоковед и лингвист, который в 1669 году издал Библию на девяти языках (см. Лондонская Полиглотта) с научно-аналитическим приложением «Lexicon Heptaglotton Hebraicum, Chaldaicum, Syriacum, Samaritanum, Aethiopicum, Arabicum» (умер в 1685 году). Издание оказалось незаменимым инструментом для библеистов-текстологов[3].
- 23 мая — Хуан Карамуэль, испанский философ и учёный, автор 262 сочинений по математике, теологии, физике, астрономии, праву и даже по военному делу (умер в 1682 году).

## Скончались
См. также: Категория:Умершие в 1606 году
- 28 сентября — Николай Таурелл, немецкий натурфилософ, один из предшественников философии Лейбница (род. в 1547 году).
- (?, возможен также 1605 год) Лука Вагенер, голландский картограф, первым стал издавать атласы морских карт исключительной точности и детальности (род. в 1533 или 1534 году).